# Kelet-Dunántúl néptáncai
Kelet-Dunántúl (Sárköz, Dunamente, Bácska-Szlavónia, Kalocsa vidéke, Kiskunság) magyar néptánc táncdialektusa a magyar néprajzi tájegységek szerinti besorolás alapján a Nyugati vagy dunai táncdialektusok közé sorolható.

## Kelet-Dunántúl néptánc és dallamhagyománya

### Kiskunság
Az etnikus jegyek öntudatos ápolásáról vall az a törekvés, mely a táncok rekonstruálásában, szervezett továbbéltetésében nyilvánult meg Kunszentmiklóson. Így a kun verbunk híven őrzi ugyan a táncvezető által irányított történeti forma főbb vonásait, de felújított változatban. Ugyanígy a kun legényes is az egykori juhásztánc stilizált és kötött koreográfiája. A lakodalmi hívatlanok maszkos tánca, a törökös tánc- és művelődéstörténeti tanulságai pedig arra hívják fel a figyelmet, hogy az európai moreszka hagyományhoz kapcsolható szokás dallama a Gluck, Haydn, Mozart műveiben megtalálható, burleszkszerű török indulótípussal rokon.

### Kalocsai Sárköz
Kalocsa és környékének a kései polgárosodás keretében alakult ki mai gazdag népművészete, s ezzel együtt a szinte napjainkig eleven táncélete. Természetes tehát az új stílus uralkodó szerepe, a XIX. századi hangszeres műzenére járt (Selyem csárdás) verbunk emléke és a viszonylag gazdag motívikájú friss csárdás vitalitása. Az új táncáramlat meghatározó szerepét jelzi az is, hogy a korábbi ugróst és dallamvilágát háttérbe szorítva századunk első felében alakult ki az újstílusú népdalokra járt, felszabadult tánckedvet kifejező mars.

### Bácska
A délnyugat-dunántúli hagyomány szerves folytatásaként teszi teljesebbé a Sárközi-Duna menti dialektus jellemző vonásait a Duna bal partján elterülő falvak tánca és tánczenéje. A karikázó és csárdás alapján kimutatható egyezések mellett a rokon dallamjárás és a tamburazenekarok népszerűsége is ezt az összefüggést igazolja. Az ugrós tánctípus oláhos elnevezése viszont már a dél-alföldi kapcsolatokra utal.

### Szlavónia
A horvátországi Eszék (Osijek) közelében levő négy falu (Szentlászló, Haraszti, Kórógy és Rétfalu) alkotja azt a magyar népszigetet, melynek hagyománya régies vonásaival, interetnikus kapcsolataival tánckultúránk értelmezése szempontjából fontos adalékokkal szolgál. A magyar körtánctradíció legarchaikusabb emléke ugyanis az ünnepélyes falukerülő kalala és az ehhez kapcsolódó karikázó, a rezálás. A tavaszi rítust idéző táncos szokás dallamai és formai sajátosságai egyaránt a szlavóniai leánytánc nagy múltjáról tanúskodnak, motívumai pedig a délszláv kólókat és a sárközi karikázókat összekötő vonások hordozói. A lakodalmakban járt, labirintus típusú gúnártánc a dél-dunántúli kanásztánc-ugrós stílust képviseli, kísérő zenéje pedig a már említett hajdútánc-odzemok dallamtípus változata.

## Forrás, felhasznált irodalom
- Pávai István honlapja
- Nagy Zsolt: Magyar népzenei dallamgyűjtemény. Hangszeres népzenei példatár - Népzenei füzetek. Hagyományok Háza, Budapest, 2004
- Magyar Népzenei Antológia DVD-ROM, FolkEurópa Kiadó, 2012